# Стерофундин изотонический
Стерофундин изотонический — лекарственный препарат, предназначенный для внутривенного введения. Относится к изотоническим растворам.

## Состав
Стерофундин изотонический содержит следующие компоненты на 1000 мл раствора:
- хлорид натрия NaCl — 6,799 г
- хлорид калия KCl — 0,2984 г
- хлорид кальция дигидрат CaCl2·2H2O — 0,3675 г
- хлорид магния гексагидрат MgCl2·6H2O — 0,2033 г
- ацетат натрия тригидрат CH3COONa·3H2O — 3,266 г
- яблочная кислота НООС−СН2−СН(ОН)−СООН — 0,671 г
- гидроксид натрия NaOH — 0,2 г
- вода — до 1000 г

pH стерофундина: 5,1-5,9, теоретическая осмолярность: 309 мОсм/л.

## Применение
Стерофундин применяется для инфузионной терапии (капельница) с целью замещения потерь внеклеточной жидкости и электролитов в организме и коррекции метаболического ацидоза. Является сбалансированным препаратом по электролитному составу и содержанию донаторов резервной щёлочности.
После введения в организм ионы Na+ и Cl- остаются во внеклеточном пространстве, а ионы K+, Mg2+, Ca2+ — внутри клеток. В дальнейшем ионы Na+, K+, Mg2+, Cl- большей частью выводятся через почки и в незначительных количествах через кожу и желудочно-кишечный тракт. Ионы Ca2+ в примерно равных пропорциях выводятся с мочой и эндогенно с кишечной секрецией. Ацетат- и малат-ионы подвергаются быстрому метаболизму.
Применение стерофундина вместо физиологического раствора (0,9%-й раствор хлорида натрия) позволяет исключить и скорректировать нарушения электролитного и кислотно-щелочного баланса и гипернатриемию.
Противопоказаниями к применению стерофундина изотонического являются гиперволемия, хроническая сердечная недостаточность, почечная недостаточность в сочетании с олигурией и анурией, тяжёлый общий отёк организма, гиперкалиемия, гиперкальциемия, метаболический алкалоз.